# Stowarzyszenie „Dom Warmiński”
Stowarzyszenie „Dom Warmiński” – ogólnopolska organizacja powołana do życia w 2006, mająca na głównym celu odnowę i popularyzację regionalnej tożsamości Warmii i promocję turystyki jako źródła rozwoju ekonomicznego regionu. Stowarzyszenie ma swoją siedzibę w historycznej stolicy Warmii – Lidzbarku Warmińskim.
Stowarzyszenie jest inicjatywą warmińskich powiatów zajmujących terytorium historycznej Warmii: olsztyńskiego, lidzbarskiego i braniewskiego. Aktualnie zrzesza osoby fizyczne i liczne osoby prawne (w tym samorządy i instytucje), których działalność jest związana z turystyką na terenie Warmii. Prowadzi projekty autorskie oraz organizuje szereg imprez promujących region.

## Idea i cele
Według statutu stowarzyszenia głównym celem Domu Warmińskiego jest promowanie Warmii jako regionu atrakcyjnego turystycznie oraz docelowo poprawa sytuacji ekonomicznej gmin, powiatów i mieszkańców historycznej Warmii. Stowarzyszenie popularyzuje także odmienną tożsamość, krajobraz i dziedzictwo kulturowe regionu. Podnosi i wspiera integrację jednostek samorządu terytorialnego w celu ich lepszej współpracy. Ponadto inicjuje rozwój oferty turystycznej Warmii, podnosi umiejętności osób związanych z branżą turystyczną, wspomaga rozwój drobnej przedsiębiorczości, wspiera działalność wspólnot i społeczności lokalnych, wpływa na rozwój edukacji, kultury, sztuki oraz ochrony dóbr kultur i tradycji.

## Działalność ogólna
Stowarzyszenie swoje cele realizuje poprzez liczne inicjatywy, jak: inicjowanie i koordynowanie działań inwestycyjnych samorządów mających na celu rozbudowę infrastruktury turystycznej, wnioskowanie o projekty dofinansowywane przez Unię Europejską w zakresie turystyki i ochrony środowiska Warmii, działania na rzecz rozwoju i promocji regionalnych produktów turystycznych, prowadzenie badań i analiz marketingowych dla potrzeb gospodarki turystycznej, organizacja szkoleń osób związanych z sektorem turystycznym jak i inicjowanie dziennikarskich wizyt studyjnych oraz organizacja imprez i targów turystycznych. Stowarzyszenie prowadzi również działania mające na celu popularyzacje regionu i jego dziedzictwa poprzez liczne publikacje w wydawnictwach i informatorach turystycznych.
Stowarzyszenie ustanowiło również honorowy tytuł „Przyjaciela Warmii”, który jest przyznawany osobom, bądź instytucjom, które swoimi działaniami przyczyniają się do rozwoju regionu Warmii. Osoby uhonorowane tym tytułem otrzymują odlaną w brązie statuetkę Copernicus, przedstawiającą Mikołaja Kopernika.
Członkowie stowarzyszenia są często komentatorami eksperckimi życia kulturalnego regionu. Udzielali się w takich sprawach jak: powtórny pochówek Mikołaja Kopernika, ustanowienie herbu dla powiatu olsztyńskiego czy nadanie tytułu tytuł doktora Honoris Causa przez Uniwersytet warmińsko-mazurski. Niektórzy także publikują książki czy piastują inne znaczące publicznie stanowiska.

### Projekty i inicjatywy zrealizowane bądź będące w trakcie realizacji
Stowarzyszenie „Dom Warmiński” prowadzi, działający od 2004, regionalny portal internetowy Dom Warmiński, który zawiera licznie informacje o regionie. na jego bazie wydano multimedialny „Przewodnik Warmiński”, który służy także jako materiał promocyjny dla lokalnych samorządów. Jest to kolekcja 8 płyt CD z których każda reprezentuje inny temat: Kaplice i kościoły południowej Warmii, Kapliczki i krzyże południowej Warmii, Kapliczki i krzyże na Warmii, Wieś warmińska, Witraże na Warmii, Warmia nieznana oraz dwa szlaki- Kajakiem po Warmii i Rowerem wzdłuż Szlaku Kopernika. Stowarzyszenie wydało również przewodnik opisujący historię i dziedzictwo 12 miast Warmii- Warmiński Zodiak.
"Dom Warmiński” był jednym z organizatorów przywrócenia tradycji Traktu biskupiego w Bałdach i uczynienia z niego atrakcji turystycznej. Jest to otwarta w 2006, 1200 metrowa ścieżka edukacyjna- odcinek zachowanego historycznego szlaku. Rozpoczyna się bramą-symbolicznymi „Wrotami Warmii”, obok której stoją tablice informacyjne z historią Warmii oraz traktu, a przy każdym drzewie tablica poświęcona jednemu z 51 biskupów warmińskich. Tradycja ta sięga pierwszych biskupów warmińskich, którzy w tym miejscu wjeżdżali uroczyście do swojej nowej diecezji. Ponadto stowarzyszenie utworzyło i profesjonalnie oznakowało ponad 200 km pieszych i rowerowych szlaków turystycznych, m.in. szlak Napoleona (39 km szlak pieszy śladami kampanii Napoleona z 1807) i szlak architektury warmińskiej.
Również w 2006 odbyła się prezentacja działalności stowarzyszenia w obwodzie królewieckim. Na terenie konsulatu RP w Królewcu stowarzyszenie zaprezentowało stronie rosyjskiej region i jego dziedzictwo.
„Dom Warmiński” współpracuje także z uczelniami wyższymi z regionu. Efektem jest współpraca z Wyższą Szkołą Zawodową „Wszechnica Warmińska” oraz Uniwersytetem warmińsko-mazurskim. Wszechnica Warmińska wspiera naukowo stowarzyszenie oraz przeprowadza tematyczne seminaria podczas imprez organizowanych przez stowarzyszenie. W 2007 roku współpraca zaowocowała wydaniem, nakładem uczelni, książki z cyklu Tożsamość Współczesnej Warmii- „Dom Warmiński” jako markowy produkt rynkowy. Natomiast wraz z Uniwersytetem Warmińsko-Mazurskim „Dom Warmiński” przeprowadził dwa znaczące projekty. Pierwszym jest opracowanie, przy współudziale starostwa powiatowego w Olsztynie, projektu „Warmińska droga krajobrazowa”. W jego ramach przeprowadzono badania oraz przedstawiono koncepcję dróg powiatowych na Warmii z zachowaniem dziedzictwa tzw. „alei krajobrazowych” wzdłuż jezdni. Drugim z kolei jest wspólne z Uniwersytetem warmińsko-mazurskim opisanie architektonicznie ponad 40 wsi warmińskich, dla których często projekt ten jest podstawą do sporządzania zagospodarowania przestrzeni wiejskich.
Dzięki stowarzyszeniu i zebranym przez nie środków finansowych przeprowadzono także remont zamku krzyżackiego w Olsztynku oraz wybudowano przystań dla żeglarzy w Barczewie.
Aktualnie stowarzyszenie jest także zaangażowane w projekt utworzenie szlaku kajakowego na rzece Łynie. We współpracy z powiatami przez które przebiega rzeka (Olsztyn, powiat olsztyński, lidzbarski, bartoszycki) buduje się niezbędną infrastrukturę: oznaczenia szlaku, sanitariaty czy stanice kajakowe. Projekt będzie realizowany przez porozumienie samorządów oraz partnerstwie licznych organizacji, jak PTTK, przy finansowym wsparciu środków unijnych z Regionalnego Programu Operacyjnego.
W czerwcu 2009 „Dom Warmiński”, w ramach działania Promocja województwa i jego oferty turystycznej Regionalnego Programu Operacyjnego Warmia i Mazury na lata 2007-2013, pozyskał dofinansowanie środkami publicznymi na nowe projekty. Są to: „Dom Warmiński- Integracja różnych narodowości na terenie Warmii”, „Dom Warmiński- Zdrowotne aspekty rekreacji poprzez propagowanie aktywnych form wypoczynku na terenie Warmii” oraz „Dom Warmiński – Śladami historycznej Warmii”, które łącznie otrzymają dofinansowanie o kwocie ponad 1,6 mln zł.

### „Ratujemy Warmińskie Kapliczki”
Projekt „Ratujemy Warmińskie Kapliczki”, realizowany jest od 2003 wspólnie z władzami powiatu olsztyńskiego. Jego celem jest odnowienie i konserwacja zabytkowych kapliczek, znajdujących się na terenie powiatu olsztyńskiego. Naczelną zasadą projektu jest przywrócenie wartości historycznych oraz pierwotnego stanu kapliczki i jej otoczenia. Projekt finansowany jest m.in. ze środków powiatowych oraz z budżetu Wspólnoty Byłych Mieszkańców Powiatu Olsztyńskiego w Niemczech. W projekcie uczestniczyły lub uczestniczą gminy: Barczewo, Biskupiec, Dobre Miasto, Dywity, Gietrzwałd, Jeziorany, Jonkowo, Purda, Stawiguda. Na swojej stronie internetowej stowarzyszenie prowadzi także interaktywną mapę inwentaryzującą warmińskie kapliczki.

### „Dom Warmiński - Turystyczne odkrywanie Warmii”
Projekt „Dom Warmiński - Turystyczne odkrywanie Warmii” jest inicjatywą samorządów założycielskich stowarzyszenia, którego celem jest promowanie turystyki i kultury Warmii. Projekt w 75% finansowany jest ze środków Zintegrowanego Programu Operacyjnego Rozwoju Regionalnego (w 2008 starosta powiatu olsztyńskiego zawarł umowę z wojewodą warmińsko-mazurskim o finansowaniu projektu także ze środków Europejskiego Funduszu Rozwoju Regionalnego), a w 25% ze środków własnych beneficjentów. W ramach projektu finansowano wiele imprez, targów, sympozjów czy konferencji, a do największych należą: 
- Biennale wyrobów z bursztynu (konkurs wyrobów artystycznych z bursztynu we Fromborku)
- Spływ kajakowy rzekami Warmii (impreza promująca turystykę kajakową na Warmii-spływ kilkoma rzekami do Lidzbarka Warmińskiego)
- Regaty żeglarskie o bursztyn miasta Kopernika (regaty żeglarskie na Zalewie Wiślanym)
- Targi Warmińskie (targi promujące gospodarstwa agroturystyczne oraz biura podróży oferujące wypoczynek na Warmii)
- Konferencja Dni Dziedzictwa Warmii (coroczna impreza odbywająca się w lidzbarskim zamku, gdzie regionalni naukowcy prezentują referaty na dany temat, np. wojny Warmii (2007))
- Warmińska Spiżarnia (impreza promująca kulinarne dziedzictwo regionu)
- Koncerty Organowe (Koncerty Organowe w Świętej Lipce oraz Festiwal Muzyki Organowej we Fromborku- jeden z najbardziej znanych na świecie)
- Konferencja Krańce Europy (konferencja we Fromborku poświęcona tożsamości i dziedzictwu regionów Europy)

Ponadto stowarzyszenie w ramach projektu zorganizowało również: Konferencję Turystyczne Perspektywy Warmii, Muzyczne Łosiery (koncerty muzyki chóralnej), Warmiński Rodzinny Rajd Rowerowy, Międzynarodowe Warmińskie Spotkania Twórcze, Konkurs fotograficzny Turystyczne odkrywanie Warmii czy Kolędy 4 kultur (impreza poświęcona kulturom zamieszkującym region).
Także w ramach projektu, w 2007 wyprodukowano pierwszy filmowy spot reklamujący Warmię. Była to reklama emitowana w TVP Mazowsze ukazująca charakterystykę regionu i mająca na celu przybliżenie oferty turystycznej regionu.